# La vita davanti a sé
La vita davanti a sé (br: Rosa e Momo) é um filme de drama italiano de 2020 dirigido por Edoardo Ponti, baseado no romance La Vie devant soi de Romain Gary. É estrelado por Sophia Loren, Ibrahima Gueye e Abril Zamora.
Foi lançado nos cinemas em 6 de novembro de 2020, e em seguida na Netflix em 13 de novembro de 2020.

## Elenco
- Sophia Loren como Madame Rosa
- Ibrahima Gueye como Momo
- Abril Zamora como Lola
- Renato Carpentieri como Dr. Cohen
- Babak Karimi como Hamil
- Massimiliano Rossi como traficante de drogas

## Produção
Em julho de 2019, foi anunciado que Sophia Loren, Ibrahaim Gueye, Abril Zamora, Renato Carpentieri e Babak Karimi integraram o elenco do filme, com Edoardo Ponti dirigindo a partir de um roteiro que escreveu ao lado de Ugo Chiti, baseado no romance La Vie devant soi de Romain Gary.
As filmagens começaram em julho de 2019 em Bari, na Itália.

## Lançamento
Em fevereiro de 2020, a Netflix adquiriu os direitos de distribuição mundial do filme. Foi lançado em uma versão limitada em 6 de novembro de 2020, e em seguida na Netflix em 13 de novembro de 2020.

## Recepção crítica
La vita davanti a sé detém uma taxa de aprovação de 94% no Rotten Tomatoes, com base em 66 avaliações, com uma média ponderada de 7,20/10. O consenso dos críticos do site diz: "La vita davanti a sé prova que o poder da estrela de Sophia Loren permanece absolutamente intacto". No Metacritic, o filme tem uma classificação de 66 em 100, com base em 22 críticas, indicando "críticas geralmente favoráveis".